# Чёрные лебеди (подразделение)
Чёрные лебеди (босн. Crni labudovi) — военизированная организация, позднее подразделение Патриотической лиги Боснии и Герцеговины.

## История
Основателем подразделения является Сенад Мехдин Ходжич (1957—1992), этнический бошняк, до войны проживавший в Сплите и занимавшийся боевыми искусствами. После начала боевых действий он вступил в Патриотическую лигу, занявшийся организацией специальных подразделений и их вооружением. После падения Биелины Мехдин Ходжич и Хасе Тирич вместе с рядом добровольцев направились к Сапне и Теочаку с помощью Альмиру Нистовичу, командиру гарнизона Куле-Града. В Незуке они встретили Хайрудина Мешича и его добровольцев. Все трое вместе стали сооснователями отряда «Чёрных лебедей». Ходжич стал командиром отряда, а Мешич и Тирич его помощниками.
Отряд участвовал в боях против сил боснийских сербов за Теочак, Сапне, Незук, Витницу и Медьедье. Во время обороны переправы в Дюлице Сенад руководил противотанковыми частями, останавливая движение сербских частей из Каракая, однако сразу же после отхода боснийцев-мусульман из Дюлице и Клиса сербы заняли деревню. После оставления деревни отряд Ходжича совершил прорыв к деревням Засеок и Незук, где находились сербские подразделения. В течение нескольких дней отряд отражал постоянные атаки со стороны сербов и в конце концов занял несколько деревень при поддержке местного населения и новых добровольцев. В тот же день отряд Сенада выбил сербов в из села, сохранив мирное население.
10 мая 1992 Мехдин Ходжич в битве за Теочак был убит снайпером, однако его отряд сумел вырваться из кольца сербского окружения. Новым командиром был назначен Хасе Тирич, который и назвал отряд «Чёрные лебеди» в честь Мехдина Ходжича, известного как «Капитан Лебедь» (босн. Kapetan Labud). Отряд продолжил бои против сербов до конца года, пока не слился с другими подразделениями новообразованной Армии Республики Босния и Герцеговина.